# La Maison des souvenirs

La Maison des souvenirs (The Thanksgiving House) est un téléfilm américain réalisé par Kevin Connor et diffusé le 2 novembre 2013 sur Hallmark Channel et en France le 2 septembre 2013 sur M6.

## Synopsis
Une jeune avocate de Boston, hérite de la maison de sa tante à Plymouth. Apprenant que la demeure a abrité le premier Thanksgiving des immigrants du Mayflower, elle craint que la maison ne devienne un lieu de pèlerinage.

## Fiche technique
- Titre original : The Thanksgiving House
- Titre international : Legally Tender
- Titre français : La maison des souvenirs
- Réalisation : Kevin Connor
- Scénario : J.B. White et Jean Abounader
- Photographie : Maximo Munzi
- Musique : Lawrence Shragge
- Durée : 82 minutes
- Pays : États-Unis

## Distribution
- Cerina Vincent (VF : Déborah Perret) : Ashleigh
- Emily Rose (VF : Laura Blanc) : Mary Ross
- Justin Bruening (VF : Anatole de Bodinat) : Everett
- Lindsay Wagner (VF : Dominique MacAvoy) : Abagail
- Bruce Boxleitner (VF : Hervé Bellon) : Parker
- Adam Kaufman (VF : Fabrice Josso) : Rick
- Julia Jones (VF : Anne Broussard) : Victoria
- Ben Giroux : Quincy
- Ramon De Ocampo : Spence
- Tim Trobec : M. Carney
- Jack Scalia : John Ross

Source et légende : Version française (VF) sur RS Doublage et selon le carton de doublage.